# Hambuchen
Hambuchen ist ein Ortsteil der Gemeinde Ruppichteroth.

## Lage
Hambuchen liegt zwischen Bröltal und Hombuger Bröltal an der Landesstraße 312. Nachbarorte sind Junkersaurenbach im Osten, Mittelsaurenbach im Westen und Gießelbach und Retscheroth im Norden.

## Ortsname
Der Ortsname wurde von der ortsüblichen Hainbuche abgeleitet, die hier zum festen Bestand des Waldes gehört.

## Geschichte
1809 hatte Hambuchen 20 katholische Einwohner.

### Alte Schule Hambuchen
Die alte Schule in Hambuchen wurde zur Kaiserzeit 1886 erbaut und nahm am 1. August 1887 den Unterricht als einklassige Volksschule auf. Zum Schulbezirk gehörten außer den benachbarten Orten noch Millerscheid, Hau, Bölkum und Obersaurenbach. Bölkum und Obersaurenbach wurden aufgrund des günstigeren Weges dann wieder nach Ruppichteroth eingegliedert, dafür wurde Hove dazugenommen. Bölkum erhielt eine eigene Schwesterschule. Als katholische Volksschule gegründet, wurde sie am 18. April 1939 zur Deutschen Volksschule. Am 1. September 1945 wurde nach dem Kriegsende der Unterricht als vierklassige Grundschule weitergeführt. Durch Abstimmung der Elternschaft im März 1946 wurde beschlossen, wieder eine katholische Volksschule zu betreiben, dies wurde am 7. Oktober 1948 umgesetzt. Nachdem bereits einige Jahre die Auflösung der Schule diskutiert worden war, wurde sie am 22. Juli 1967 mit einer Abschlussfeier geschlossen.
Danach diente sie als Obdachlosenasyl für tierreiche Familien, bis sie 1989 vom jetzigen Eigentümer erworben und restauriert wurde. Heute dient sie als Seminarhaus und beherbergt in dem ehemaligen Pausentrakt ein Bistro/Café mit Biergarten.
Die Alte Schule Hambuchen steht unter Denkmalschutz, sie ist unter Nr. 18  in Teil A der Denkmalliste der Gemeinde Ruppichteroth eingetragen.

### Zweiter Weltkrieg
Hambuchen wurde nach Granatenbeschuss am Vortag am Morgen des 9. April 1945 von amerikanischen Truppen besetzt. Durch den Granatbeschuss kamen drei deutsche Soldaten ums Leben.

## Einwohner
Während auf der Huldigungsliste von 1666 für Hambuchen nur der Haushalt eines Hermann zu finden ist, sind Anfang des 20. Jahrhunderts die Haushalte Tagelöhner Heinrich Eisenhuth und Fabrikarbeiter Josef Eisenhuth, Tagelöhner Wilhelm Gerhards, Lehrer Heinrich Höver, Gastwirt und Händler Josef Hücker, Ackerer Gottfried Müller, Fabrikarbeiter Wilhelm Prato, Ackerer Wilhelm Radermacher, Ackerer Friedrich Schneider und des Schmiedes Josef Söntgeroth verzeichnet. Der Ort bestand damals einschließlich der Schule somit aus über zehn Häusern. Der damals selbständige Ortsteil Hau hatte als Bewohner die Familie Ackerer Peter Göbel und ist heute nur noch eine Straßenbezeichnung.